# Фалкин, Михаил Валерьянович
Михаи́л Валерья́нович Фа́лкин (16 февраля 1937 года, Ленинград, РСФСР — 27 января 2017 года, Санкт-Петербург, Российская Федерация) — советский, российский телережиссёр, режиссёр.

## Биография
В 1967 году окончил Ленинградский институт театра, музыки и кинематографии.

Был режиссёром детской редакции Ленинградского телевидения. Затем работал в редакции художественных и публицистических передач на канале «Культура».

## Фильмография
Режиссёр:
- 2007 — «Евгений Лебедев. Неистовый лицедей»[1][2] (документальный)
- 1990 — «Рассказы из разных карманов»[3] (фильм-спектакль)
- 1989 — «Тартюф, и нет ему конца»[4][5] (фильм-спектакль)
- 1988 — «Дон Жуан, или Любовь к геометрии»[6][7] (фильм-спектакль)
- 1988 — «Барабанщик, который ничего не боялся»[8] (фильм-спектакль)
- 1987—1988 — «Сказка за сказкой» (фильм-спектакль)
- 1987 — «Кольцо и роза»
- 1987 — «Мудрый Бу-Али и волшебник»[9]
- 1988 — «Волшебный зонтик Оле-Лукойе»[10]
- 1987 — «Хрустальное сердце» (фильм-спектакль)
- 1974 — «Этот чудак Андерсен»
- 1969 — «Взрывы на уроках» (фильм-спектакль)

Михаил Валерьянович также поставил телеспектакль «Избиение младенцев» по пьесе У. Сарояна, в котором играли многие питерские актёры:
- И.Мазуркевич,
- Г.Штиль,
- О.Антонова,
- Н.Мартон,
- Н.Лавров,
- В.Ерёмин,
- В.Лелётко[13],
- Д.Бульба[14],
- Г.Ложкин,
- К.Демидов,
- О.Куликович,
- Л.Жукова,
- Е.Филатов,
- И.Конопацкая,
- А.Хочинский.